# Красноногий карликовый сокол
Красноногий карликовый сокол или мути , или алап (лат. Microhierax caerulescens) — вид хищных птиц семейства соколиных (Falconidae).

## Места обитания
Населяет открытые леса в предгорьях Гималаев, но встречается и по опушкам, на сельскохозяйственных плантациях, часто держится вблизи рек и ручьев на равнинах на высоте 900 м над уровнем моря. Предпочитает селиться в негустых лесах или редколесьях с большим числом сухих деревьев, вблизи полей или лугов. Обитает в Индии (предгорья Гималаев, на высоте ниже 650 м до 2000 м над уровнем моря), в Непале (на высоте ниже 915 м), Бутане (на высоте ниже 760 м), Мианмаре (Бирма) — там он называется Microhierax burmanicus, в Камбодже, Лаосе, Вьетнаме (под тем же названием).

## Характерные признаки
Взрослого сокола легко опознать по черной короне и белому лбу, который переходит в широкую полосу позади шеи («воротник»). Белое пятно начинается сразу поверх глаз, на его фоне контрастно выглядит черная полоса, идущая через глаза. Основной окрас — блестящий черный, с легкой белой рябью на нижней части тела и хвоста. Шея темно-каштановая, белая полоса отделяет её от черных «усов». Грудь и тело под крыльями — белые с рыжеватым отливом. Бока черные, бедра и изнанка хвоста каштановые. Хвост черный с четырьмя белыми полосами. Глаза коричневые, лапы и пальцы черные. Самки и молодые птицы похожи на самцов, но у самок больше белого на крыльях и белый воротник не столь ярко выражен.

## Подвиды
Выделяют два подвида:
- M. c. caerulescens (Linnaeus, 1758) север Индии и Непал
- M. c. burmanicus	 Swann, 1920 от Мьянмы до Индонезии